# محمد الأوراغي
محمد الأوراغي (مواليد 1948 بمدينة زرهون)، هو باحث لغوي وناقد أدبي مغربي. أسَّس نظرية اللسانيات النسبية للمقارنة بين اللغات البشرية. وهو رئيس سابق لاتحاد اللسانيين المغاربة، وخبير دولي لتعليم اللغة العربية للناطقين بغيرها.

## حياته
من مواليد 24 أكتوبر 1948 بمدينة زرهون، ينحدر من أصول أمازيغية. تلقى تعليمه الأصيل في جامعة القرويين بفاس، ونال شهاداته العليا من جامعة محمد الخامس؛ (الإجازة فاس 1972، ودبلوم الدراسات العليا الرباط 1988، ودكتوراه الدولة الرباط 1999).

## من مؤلفاته
له عدة مؤلفات منها:
- اكتساب اللغة في الفكر العربي القديم. (1990).
- الوسائط اللغوية، أفول اللسانيات الكلية. (2001).
- الوسائط اللغوية، اللسانيات النسبية والأنحاء النمطية. (2001).
- التعدد اللغوي؛ انعكاساته على النسيج الاجتماعي. (2002).
- نظرية اللسانيات النسبية دواعي النشأة. (2010).
- اللسانيات النسبية وتعليم اللغة العربية. (2010).
- لسان حضارة القرآن. (2010).
- محاضرات في النظرية اللسانية والنماذج النحوية. (2017).
- محاضرات في تطبيقات النحو التوليفي. (2017).
- اللسانيات النسبية وتعليم اللغة العربية.

## وصلات خارجية
- صفحة كتبه على موقع كودريدرز